# Santi Fabiano e Venanzio a Villa Fiorelli
Santi Fabiano e Venanzio a Villa Fiorelli är en församlingskyrka och titelkyrka i Rom, helgad åt de heliga Fabianus och Venantius. Kyrkan, som konsekrerades år 1959, är belägen vid Villa Fiorelli i stadsdelen (quartiere) Tuscolano i sydöstra Rom. Kyrkan är regionkyrka för personer från Camerino.
Kyrkan uppfördes 1936 efter ritningar av Clemente Busiri Vici. Absidmosaiken framställer Den välsignande Kristus med de heliga Fabianus och Venantius. Under andra världskriget bombskadas kyrkan den 15 augusti 1943.
I kyrkan finns konstverk från den år 1928 rivna kyrkan Santi Venanzio e Ansovino.

## Titelkyrka
Santi Fabiano e Venanzio a Villa Fiorelli är sedan år 1973 titelkyrka.
Kardinalpräster
- Hermann Volk: 1973–1988
- Ján Chryzostom Korec: 1991–2015
- Carlos Aguiar Retes: 2016–